# Józef Gara
Józef Gara (ur. 1929, zm. 10 lipca 2013) – górnik, poeta i autor piosenek w wymierającym języku wilamowskim (wymysiöeryś).
W latach 2004–2006 zajmował się nauczaniem języka wilamowskiego w szkole podstawowej w Wilamowicach.
W latach 2012–2013 współpracował na zasadzie wolontariatu ze Stowarzyszeniem Wikimedia Polska. Udostępnił swoją twórczość na licencji Creative Commons oraz brał udział w sesjach, w czasie których nagrywano wymowę słów po wilamowsku.
Był aktorem głosowym odpowiadającym za głosy w języku flamandzkim w filmie Młyn i krzyż.
Zmarł 10 lipca 2013. Pochowany został 13 lipca 2013 w Wilamowicach.